# مونتیپورت
مونتیپورت (به فرانسوی: Montipouret) یک کمون در فرانسه است که در اندر واقع شده‌است. مونتیپورت ۲۷٫۸۹ کیلومتر مربع مساحت و ۵۶۸ نفر جمعیت دارد و ۱۷۰ متر بالاتر از سطح دریا واقع شده‌است.